# Invincible (álbum de Michael Jackson)
Invincible (em português:  Invencível) é o décimo álbum de estúdio do cantor americano Michael Jackson, lançado mundialmente em 30 de outubro de 2001 pela gravadora Epic Records. Foi o sexto álbum de estúdio de Jackson lançado pela Epic, e seu último lançado antes de sua morte em 2009. Um projeto extenso e trabalhoso a ser feito, o cantor iniciou a produção da obra ainda em 1997 e só terminou oito semanas antes do lançamento do álbum em outubro de 2001. O projeto teve um custo de produção orçado em trinta milhões de dólares, tornando-o a produção mais cara de um disco já feito por um artista. A obra apresenta participações do cantor Carlos Santana e do rapper The Notorious B.I.G.. Em termos de sonoridade, Invincible é derivado em sua maioria dos gêneros R&B, dance-pop e hip hop. Da mesma forma que o material anterior de Jackson, o álbum explora temas como amor, romance, isolamento, críticas a mídia e questões sociais.
Não houve turnê para promover Invincible; uma digressão foi planejada, mas cancelada devido a conflitos entre Jackson e a Sony Music Entertainment. Após a decisão da gravadora de encerrar abruptamente a promoção do projeto, Jackson fez alegações em julho de 2002 de que Tommy Mottola, gerenciador do selo, era um "demônio" e um "racista" que não apoiava os artistas afro-americanos, mas os usava para ganho pessoal.
Comercialmente, Invincible estreou na posição máxima da Billboard 200 e em dez outros países em todo o mundo. Além de "You Rock My World", o álbum gerou mais três singles: "Cry", "Butterflies" e "Speechless" que foi lançado apenas em formato promocional. "You Rock My World" foi o single de maior sucesso da obra, chegando ao número dez na Billboard Hot 100. Foi a última canção do cantor a alcançar as dez primeiras posições nos Estados Unidos antes de sua morte. Embora Invincible tenha sido um dos álbuns mais vendidos de 2001, ele recebeu críticas mistas, além de ter sido creditado como percussor inicial do dubstep.
Tendo vendido mais de 6 milhões de exemplares em todo o mundo, em 2002 a obra foi condecorada com duas certificações de platina pela Recording Industry Association of America (RIAA); as vendas de Invincible foram notavelmente baixas em comparação com os lançamentos anteriores de Jackson, devido à falta de promoção e conflitos entre o cantor e sua gravadora. O projeto recebeu uma indicação ao prêmio Grammy, com "You Rock My World" sendo indicado para Melhor Performance Vocal Pop Masculina. Em 2009, o trabalho foi eleito pelos leitores da revista Billboard como o melhor álbum da década.

## Antecedentes e desenvolvimento

### Concepção e contexto
Jackson gravava álbuns de estúdio solo desde Got to Be There (1971), todos lançados pela gravadora Motown. Durante seu tempo como membro do conjunto musical Jackson 5, ele frequentemente escrevia material para o grupo depois que eles deixaram o selo em 1975 e começou a trabalhar em outros projetos como artista solo, o que eventualmente o levou a gravar seus próprios álbuns pela Epic Records, notadamente Off the Wall (1979), Thriller (1982), Bad (1987) e Dangerous (1991). O sucesso de Thriller, que até 2020 ainda mantém o seu lugar como o álbum mais vendido de todos os tempos, com 66 milhões de unidades comercializadas, muitas vezes ofuscava os projetos subsequentes do cantor. Antes do lançamento de Invincible, Jackson não havia lançado nenhum material desde Blood on the Dance Floor: HIStory in the Mix em 1997, ou um álbum de estúdio desde 1995 com HIStory. Invincible era visto como um lançamento muito aguardado por seus fãs.
O trabalho foi dedicado ao garoto afro-norueguês de quinze anos, Benjamin "Benny" Hermansen, que foi esfaqueado até a morte por um grupo de neonazistas em Oslo, na Noruega, em janeiro de 2001. A razão para esta homenagem foi parcialmente devido ao fato de que outro jovem da mesma cidade, Omer Bhatti, amigo de Jackson, também era amigo de Hermansen. A dedicatória do álbum diz: "Michael Jackson dá 'agradecimentos especiais': este álbum é dedicado a Benjamin 'Benny' Hermansen. Que possamos continuar a lembrar de não julgar alguém pela cor de sua pele, mas pelo conteúdo de seu caráter. Benjamin ... nós te amamos ... que você descanse em paz". O projeto também é dedicado a Nicholette Sottile e aos pais do cantor, Joseph e Katherine Jackson.

### Produção

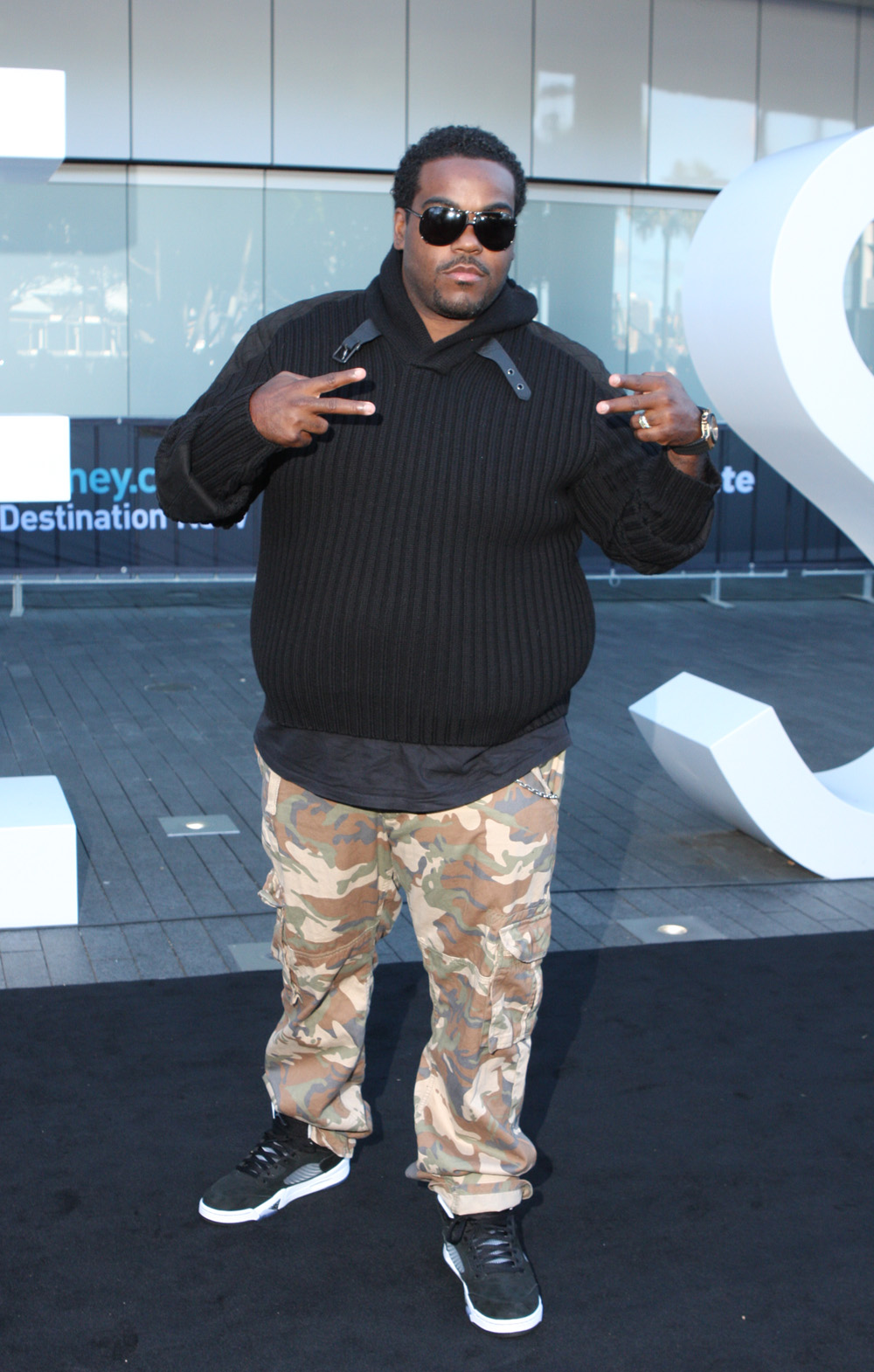
Rodney Jerkins produziu diversas faixas contidas na obra.

Jackson entrou em estúdio para gravar material para o novo álbum em outubro de 1997 e terminou com "You Are My Life" sendo gravada apenas oito semanas antes do lançamento do projeto em outubro de 2001 — a gravação mais longeva da carreira do cantor. As faixas com o produtor Rodney Jerkins foram gravadas no estúdio Hit Factory em Miami, Flórida. Jackson demonstrou interesse em incluir um rapper em pelo menos uma música e notou que ele não queria um 'que já fosse conhecido'. O porta-voz do cantor sugeriu o rapper de Nova Jérsia chamado Fats; depois que Jackson ouviu o produto final da música, os dois concordaram em gravar outra música juntos para o álbum. Rodney Jerkins afirmou que Jackson estava procurando gravar material em uma direção musical diferente da de seu trabalho anterior, descrevendo a nova direção como "mais ousada".
O cantor recebeu crédito por escrever e produzir a maioria das músicas contidas em Invincible. Além de Jackson, o álbum apresenta produções de Jerkins, Teddy Riley, Andre Harris, Andraeo "Fanatic" Heard, Kenneth "Babyface" Edmonds, R. Kelly e Dr. Freeze, embora também tenha creditado Fred Jerkins III, LaShawn Daniels, Nora Payne e Robert Smith. Invincible é a terceira colaboração entre o cantor e Riley, os dois já haviam colaborado juntos em Dangerous e Blood on the Dance Floor: HIStory in the Mix. O álbum é o décimo e último trabalho em estúdio lançado por Jackson durante sua vida. Foi relatado que o projeto teve um custo de produção orçado em trinta milhões de dólares, tornando-o a produção mais cara de um disco já feita por um artista.

## Letras e musicalidade
Invincible é descrito como uma combinação entre as sonoridades do rhythm and blues (R&B), hip hop e dance-pop. A duração total do álbum é de mais de setenta minutos e contém dezesseis músicas – quinze das quais foram escritas (ou co-escritas) pelo próprio intérprete. Observou-se que o álbum alterna entre músicas agressivas e baladas. Invincible abre com "Unbreakable"; a última linha do primeiro verso recita a letra "Com tudo o que passei / ainda estou por aí". Em uma entrevista de 2002 à revista Vibe, Jackson comentou sua inspiração para escrever "Speechless", dizendo:
Você ficará surpreso. Eu estava com as crianças na Alemanha e tivemos uma grande briga de balão de água – estou falando sério – e fiquei tão feliz depois da briga que subi as escadas da casa deles e escrevi "Speechless". A diversão me inspira. Eu odeio dizer isso porque é uma música tão romântica. Mas foi uma briga que me fez criá-la. Eu estava feliz, e eu escrevi ela ali. Eu senti que seria boa o suficiente para o álbum. Da felicidade vem mágica, admiração e criatividade.
"Privacy", uma reflexão sobre as experiências pessoais do cantor, trata de invasões da mídia e imprecisões nos tabloides. "The Lost Children" é sobre crianças em perigo. Jackson canta em uma terceira pessoa em "Whatever Happens". A letra da música, foi descrita pela revista Rolling Stone como tendo uma "intensidade irregular", que, narra a história de duas pessoas envolvidas em uma situação ameaçadora desconhecida. Invincible apresenta quatro baladas: "You Are My Life", "Butterflies", "Don't Walk Away" e "Cry". "Cry", é semelhante a "Man in the Mirror" do mesmo intérprete, é sobre curar o mundo juntos. As letras de "Butterflies" e "Break of Dawn" foram vistas como "flagrantemente banais" e estava implícito que elas poderiam ter sido escritas por qualquer outra pessoa. "Threatened" foi vista como um conto de histórias. A música foi descrita como "Thriller redux". A faixa "You Are My Life" é sobre os dois filhos do cantor na época, Prince e Paris. A música mostra Jackson cantando: "Você é o sol, você me faz brilhar, mais como as estrelas".

## Crítica profissional
| Críticas profissionais        | Críticas profissionais |
| Avaliações da crítica         | Avaliações da crítica  |
| Fonte                         | Avaliação              |
| ----------------------------- | ---------------------- |
| AllMusic                      | [ 1 ]                  |
| Blender                       | [ 16 ]                 |
| Entertainment Weekly          | C-                     |
| The Guardian                  | [ 17 ]                 |
| NME                           | 6/10                   |
| Q                             | [ 19 ]                 |
| Rolling Stone                 | [ 13 ]                 |
| The Rolling Stone Album Guide | [ 20 ]                 |
| Slant Magazine                | [ 21 ]                 |
| The Village Voice             | A–                     |

Invincible foi recebido com opiniões mistas por críticos especializados em música contemporânea. No Metacritic, um site musical que atribui classificações normalizadas de cem a opiniões críticas, atribuiu ao projeto uma pontuação média de cinquenta com base em dezenove avaliações — o que indica "em geral, opiniões favoráveis". David Browne, da revista eletrônica Entertainment Weekly, sentiu que Invincible é o "primeiro álbum de Jackson desde Off the Wall, que praticamente não oferece novas reviravoltas", mas comentou que a obra "parece uma coletânea de maiores sucessos só que [ao invés disso] reúne seus piores". Em sua análise do material para a revista Rolling Stone, James Hunter fez criticas as baladas do álbum, escrevendo que elas o tornaram muito longo. Hunter também comentou que Jackson e Riley fizeram de "Whatever Happens" "algo realmente bonito e inteligente", permitindo que os ouvintes "se concentrassem nos ritmos momentosos da faixa", como "interjeições apaixonadas de Santana e varreduras sinfônicas maravilhosamente arranjadas de Lubbock". Mark Beaumont, da NME, o considerou "um álbum de retorno relevante e rejuvenescido" porém "muito longo", enquanto um revisor da revista Blender também o considerou de "demasiada duração".
Analisando o material para o jornal nova-iorquino The Village Voice, Robert Christgau disse que as habilidades de Jackson como músico são frequentemente esquecidas, mas observou que o álbum parecia muito longo em comparação com outros trabalhos do cantor. Embora Christgau considerasse que Invincible soava "ofensivo", ele descreveu as três primeiras faixas contidas no projeto como sendo os "melhores trabalhos de Rodney Jerkins no ano", acrescentando que não "acreditava que a musicalidade do álbum fosse importante". Nikki Tranter, em sua resenha para a página online PopMatters, considerou Invincible inovador e significativo ao mesmo tempo, porque músicas excepcionais como "The Lost Children" e "Whatever Happens" compensavam faixas excessivamente sentimentais como "Heaven Can Wait" e "You Are My Life". A revista britânica Q o considerou um trabalho interessante, embora inconsistente. Em uma crítica negativa para o portal The New York Times, o jornalista Jon Pareles sugeriu que o álbum é um tanto impessoal e sem humor, enquanto Jackson refaz ideias de suas músicas anteriores parecendo "tão ocupado tentando deslumbrar os ouvintes que esquece de se divertir". Em uma revisão retrospectiva inclusa no livro The Rolling Stone Album Guide, Pareles disse que Invincible mostrava que o cantor havia transformado sua qualidade suave em "cálculos sombrios".
Em análises retrospectivas, o Invincible ganhou mais críticas positivas e foi citado como um percussor no desenvolvimento inicial do dubstep. Jonathan Harris, em sua coluna musical no portal Medium, escreveu: "O sucesso de Invincible e 'You Rock My World' provou que o estilo icônico e a fórmula musical de Jackson, ainda eram viáveis e comercializáveis no século XXI e para mais uma geração". Harris elogiou ainda mais o produto o considerando uma "obra brilhante, com cada faixa sintonizada com um pop perfeito e, com dezesseis faixas e mais de setenta minutos, há algo para todos, independentemente da época ou estilo do Rei do Pop. Invincible também envelheceu muito bem. Jackson sabiamente não estava em conformidade com os padrões da música pop no momento da produção, deixando o disco soar hoje tão fresco e distinto quanto no dia em que foi lançado". Stephen Thomas Erlewine, editor do banco de dados AllMusic, comentou que a obra tem uma "faísca" e "soa melhor do que qualquer coisa, que o cantor tenha feito pós Dangerous". Erlewine observou que, embora o álbum tenha um bom material, "não era suficiente para torná-lo, o retorno no qual Jackson precisava — para que isso funcionasse, ele realmente necessitava ter um álbum que soasse livre, em vez de algo restringido", mas Invincible oferece um lembrete de que ele pode realmente criar um bom trabalho pop".
Invincible recebeu uma indicação ao Grammy na cerimônia realizada em 2002. A música do álbum, "You Rock My World" foi indicada a Melhor Performance Vocal Pop Masculina, mas perdeu o prêmio para "Don't Let Me Be Lonely Tonight" de James Taylor. Devido ao álbum ser lançado em outubro de 2001, não tornou-se elegível, para nenhuma outra categoria do Grammy, naquele ano.

## Promoção

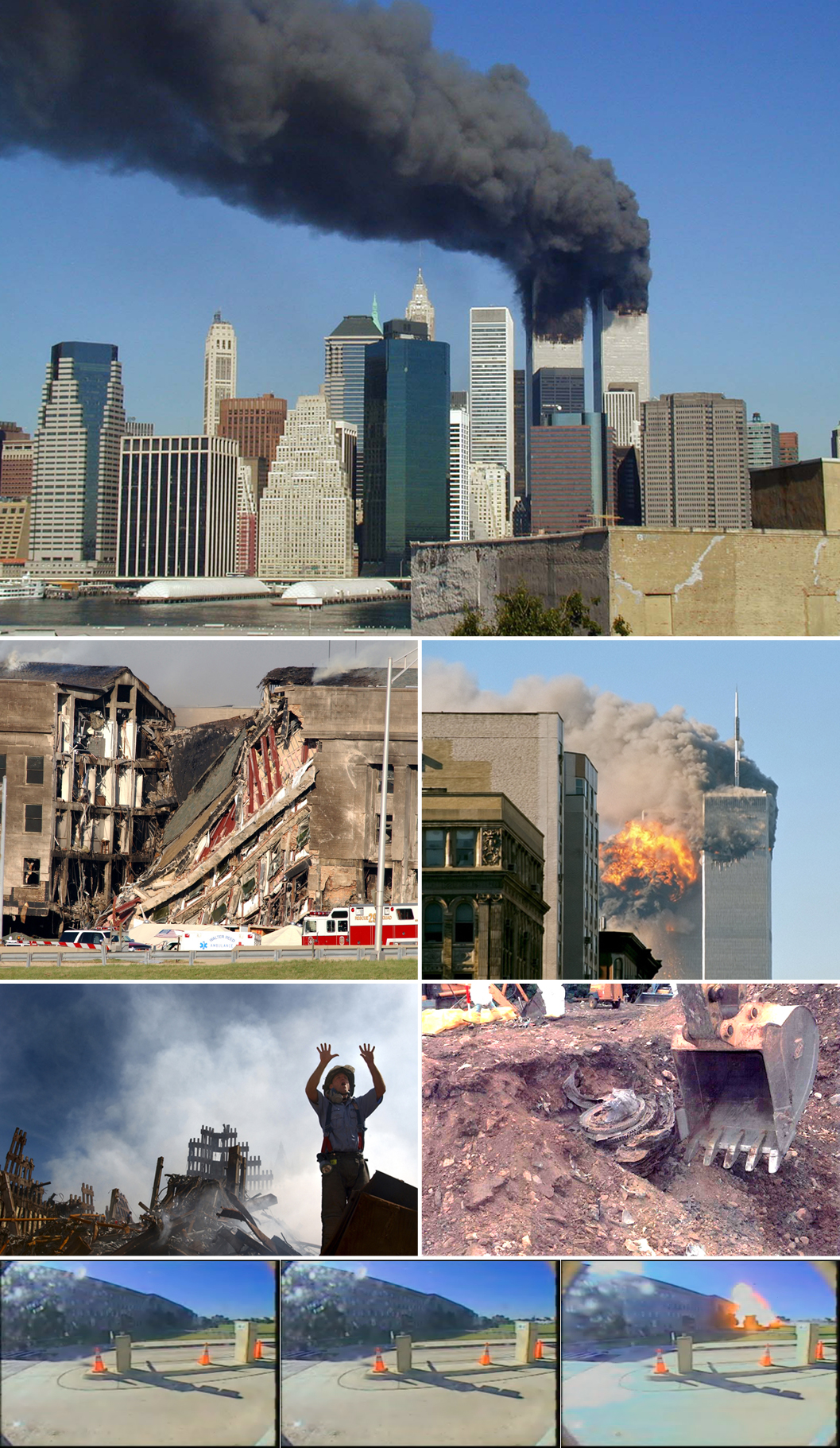
O planos de embarcar em uma turnê em promoção ao Invincible foram cancelados, em parte, devido aos ataques ocorridos em 11 de setembro de 2001 (imagem).

Foi relatado que o álbum teria um orçamento de 25 milhões de dólares reservados para sua promoção. Apesar disso, devido aos conflitos entre Jackson e sua gravadora, pouco foi feito para promover Invincible. Ao contrário dos álbuns de estúdio do cantor, pós-Thriller, não houve um lançamento de uma turnê mundial para promover a obra; uma digressão foi planejada, mas cancelada devido a conflitos entre Jackson e a Sony, e os ataques de 11 de setembro (o último dos quais também motivou muitos outros artistas a cancelar seus concertos no final de 2001 e início de 2002). Houve, no entanto, uma apresentação especial no Madison Square Garden, no início de setembro de 2001, em comemoração ao trigésimo ano do cantor como artista solo. Jackson performou "You Rock My World" e marcou sua primeira aparição no palco ao lado de seus irmãos desde a Victory Tour dos Jacksons 5 em 1984. O show também contou com performances de artistas como Britney Spears, Mýa, Usher, Whitney Houston, Tamia, Backstreet Boys, 'N Sync, 98 Degrees e Slash, entre outros. O concerto foi ao ar na CBS em novembro do mesmo ano, como um especial televisivo de duas horas e recebeu mais de vinte e nove milhões de telespectadores.
A promoção do álbum foi afetada por problemas envolvendo a má relação entre a Sony Music e Jackson devido à sua parte de propriedade na empresa e ao contrato assinando pelo cantor com o selo em 1991. A contenda ocorreu durante a produção de Invincible quando o cantor soube que os direitos de seus lançamentos anteriores, que deveriam reverter para ele no início dos anos 2000, não voltariam a pertencê-lo até metade da década. Quando Jackson foi ao advogado que trabalhou com ele para fazer o acordo em 1991, ele descobriu que o mesmo advogado também estava trabalhando para a Sony, revelando um conflito de interesses no qual ele nunca esteve ciente. Não querendo deixar sua propriedade na Sony Music Entertainment, Jackson decidiu deixar a empresa logo após o lançamento do álbum. Após o anúncio, a Sony interrompeu a promoção do álbum, cancelando lançamentos de outros singles, incluindo um destinado as vítimas do 11 de setembro que seria lançado antes da liberação oficial de Invincible. Em julho de 2002, após a decisão da Sony de encerrar abruptamente a promoção do disco, Jackson fez alegações de que Tommy Mottola, presidente da gravadora, era um "demônio" e um "racista" que não apoiava seus artistas afro-americanos, mas os usava para ganho pessoal. Ele acusou a gravadora e a indústria fonográfica de serem racistas, deliberadamente não promovendo ou trabalhando ativamente contra a promoção de seu álbum. A Sony contestou as alegações de que eles não conseguiram promover Invincible decentemente, afirmando que o próprio cantor que teria se recusado a fazer uma turnê pelos Estados Unidos.

### Singles
O projeto foi promovido através de singles: oficialmente, Jackson gostaria que o primeiro lançamento fosse "Unbreakable", mas, por causa do vazamento da faixa "You Rock My World" para as rádios, de forma ilegal, a estratégia foi reelaborada. "You Rock My World" foi lançado em 22 de agosto de 2001, apenas nas rádios americanas, consequentemente alcançando o número dez na Billboard Hot 100. Internacionalmente, onde foi lançado como single comercial, teve mais sucesso, chegando ao número um na França, número dois na Noruega, Finlândia, Dinamarca, Bélgica e Reino Unido, número três na Itália, número quatro na Austrália e cinco na Suécia e na Suíça. Em 3 de dezembro do mesmo ano, a segunda música de trabalho do disco, "Cry", foi lançada, exceto nos Estados Unidos. Foi apenas moderadamente bem-sucedida, na Espanha, Dinamarca, França e Bélgica, alcançando o número seis, dezesseis, trinta e trinta e um, respectivamente.
Em 8 de fevereiro de 2002, foi lançado o terceiro e último single do álbum apenas nas rádios dos Estados Unidos, "Butterflies", que consequentemente alcançou o número quatorze na Billboard Hot 100 e o número dois na tabela de singles de R&B/Hip-Hop, por cinco semanas. Para finalizar o trabalho, "Speechless" foi liberada apenas em formato promocional, figurando na tabela de singles de R&B/Hip-Hop, no número setenta e dois devido a alta reprodução nas rádios; a música não se saiu bem nas paradas internacionais. Os planos de Jackson em lançar "Unbreakable" como single acabaram sendo frustrados. Apesar disso, a música conseguiu figurar na lista das 100 mais tocada da Romênia.

## Faixas
| Invincible — Edição padrão |                                                            | |                              |         |  |
| N.º                        | Título                                                     | Compositor(es) | Produtor(es)                 | Duração |  |
| 1.                         | "Unbreakable" (com a participação de The Notorious B.I.G.) | Michael Jackson Rodney Jerkins Fred Jerkins III LaShawn Daniels Nora Payne Robert Smith Christopher George Latore Wallace | Jackson Jerkins              | 6:25    |  |
| 2.                         | "Heartbreaker" (com a participação de Fats)                | Jackson Jerkins Jerkins III Daniels Mischke Norman Gregg                                                                  | Jackson Jerkins              | 5:10    |  |
| 3.                         | "Invincible" (com a participação de Fats)                  | Jackson Jerkins Jerkins III Daniels Gregg                                                                                 | Jackson Jerkins              | 4:45    |  |
| 4.                         | "Break of Dawn"                                            | Jackson Elliot Straite | Dr. Freeze                   | 5:32    |  |
| 5.                         | "Heaven Can Wait"                                          | Jackson Teddy Riley Andreao "Fanatic" Heard Nate Smith Teron Beal Eritza Laues Kenny Quiller                              | Jackson Riley Heard N. Smith | 4:49    |  |
| 6.                         | "You Rock My World"                                        | Jackson Jerkins Jerkins III Daniels Payne                                                                                 | Jackson Jerkins              | 5:39    |  |
| 7.                         | "Butterflies"                                              | Andre Harris Marsha Ambrosius                                                                                             | Jackson Harris               | 4:40    |  |
| 8.                         | "Speechless"                                               | Jackson | Jackson                      | 3:18    |  |
| 9.                         | "2000 Watts"                                               | Jackson Riley Tyrese Gibson JaRon Henson                                                                                  | Jackson Riley                | 4:24    |  |
| 10.                        | "You Are My Life"                                          | Jackson Kenneth Edmonds Carole Bayer Sager John McClain                                                                   | Jackson Babyface             | 4:33    |  |
| 11.                        | "Privacy"                                                  | Jackson Jerkins Jerkins III Daniels Bernard Belle                                                                         | Jackson Jerkins              | 5:05    |  |
| 12.                        | "Don't Walk Away"                                          | Jackson Riley Richard Carlton Stites Reed Vertelney                                                                       | Jackson Riley                | 4:25    |  |
| 13.                        | "Cry"                                                      | Robert Kelly | Jackson Kelly                | 5:01    |  |
| 14.                        | "The Lost Children"                                        | Jackson | Jackson                      | 4:00    |  |
| 15.                        | "Whatever Happens" (com a participação de Carlos Santana)  | Jackson Riley | Jackson Riley                | 4:56    |  |
| 16.                        | "Threatened"                                               | Jackson Jerkins Jerkins III Daniels                                                                                       | Jackson Jerkins              | 4:19    |  |
| Duração total:             | Duração total:                                             | Duração total: | Duração total:               | 77:01   |  |

## Créditos e pessoal
Os créditos seguintes foram adaptados do portal AllMusic.
- Michael Jackson – arranjo, cordenação de orquestra, programação, vocais, vários instrumentos, produção musical
- Rodney Jerkins – programação, instrumentos, produção, engenharia de som, mixagem, instrumentação
- Marsha Ambrosius – vocais de apoio
- Maxi Anderson – vocais de apoio
- David Ashton – assistência de engenharia
- Gloria Augustus – vocais
- Babyface – guitarra (acústica e baixo), escala, voz adicional, produção, programação de bateria
- Tom Bahler – coro
- Emanuel Baker – bateria
- Edie Lehmann Boddicker – coro
- Robert Bolyard – coro
- Paul Boutin – engenharia, mixagem
- Brandy – vocais, vocais de apoio
- Stuart Brawley – apito, engenhenharia, edição digital, mixagem
- Mary Brown – vocais
- Tim Fulford Brown – vocais
- Brad Buxer – teclado, programação, engenheiro, edição digital, programação de bateria, mixagem, programação de teclado
- David Paul Campbell – arranjo
- David Campbell – arranjo
- Matt Cappy – cornetas
- Chris Carroll – assistência de engenharia
- David Daoud Coleman – direção de arte
- Paulinho Da Costa – percussão
- LaShawn Daniels – vocais
- Vidal Davis – assistência de engenharia
- Valerie Doby – vocais
- Dr. Freeze – vocais, instrumentos, produção
- Nancy Donald – direção de arte
- Kevin Dorsey – vocais
- Craig Durrance – assistência de engenharia
- Nathan East – baixo
- Jason Edmonds – coro
- Eq – mixagem
- Voncielle Faggett – vocais
- Karen Faye – maquiagem, design de cabelo
- Lynn Fiddmont – coro
- Kirstin Fife – violino
- Paul Foley – edição digital
- Jon Gass – engenharia, mixagem
- Humberto Gatica – engenharia, mixagem
- Uri Geller – ilustração
- Steve Genewick – assistência de engenharia
- Brad Gilderman – engenharia, mixagem
- Mike Ging – engenharia, mixagem
- Judy Gossett – vocais
- Franny "Franchise" Graham – assistência de engenharia
- Harold Green – vocais
- Alexander Greggs – edição digital
- Bernie Grundman – masterização
- Mick Guzauski – engenharia, mixagem
- Justine Hall – coro
- Steven Hankinson – design da capa
- Andre Harris – produção, engenharia, instrumentação
- Scottie Haskell – coro
- Micha Haupman – coro
- Gerald Heyward – bateria
- Andreao "Fanatic" Heard – produção
- Rob Herrera – edição digital, assistência de engenharia
- Jean-Marie Horvat – engenharia, mixagem
- Tabia Ivery – coro
- Luana Jackman – coro
- Prince Jackson – narração
- Tenika Johns – vocais
- David Coleman – direção de arte
- Andraé Crouch – vocais
- Sandra Crouch – vocais
- Paul F. Cruz – edição digital, assistência de engenharia
- Brandon Lucas – coro
- Jonathon Lucas – coro
- Ricky Lucchse – coro
- Melissa MacKay – coro
- Angela Johnson – vocais
- Late Great Daniel Johnson – vocais
- Zaneta M. Johnson – vocais
- Laquentan Jordan – vocais
- KB – mixagem
- R. Kelly – arranjo, produção, arranjo de coro
- Peter Kent – vioino
- Gina Kronstadt – violino
- Michael Landau – guitarra
- James Lively – coro
- Robin Lorentz – vioino
- Rob Lorent – vioino
- Jeremy Lubbock – arranjo, condução e arranjo de orquestra
- Fabian Marasciullo – edição digital
- Harvey Mason, Jr. – edição digital
- Harvey Mason, Sr. – edição digital
- George Mayers	– engenheiro, edição digital, mixagem
- Howard McCrary – vocais
- Linda McCrary – vocais
- Sam McCrary – vocais
- Alice Jean McRath – vocais
- Sue Merriett – vocais
- Bill Meyers – arranjo
- Mischke – vocais
- Patrice Morris – vocais
- Kristle Murden – vocais
- The Notorious B.I.G. – rap
- Novi Novog – viola
- Adam Owett – direção de arte
- Nora Payne – vocais
- Michael Prince – engenheiro, edição digital
- Seth Riggs – consultor vocal
- Teddy Riley – instrumentos, produção, mixagem, bateria digital
- Steve Robillard – assistência de engenharia
- John "J.R." Robinson - bateria
- Carlos Santana – guitarra, apito
- Dexter Simmons – engenharia, mixagem
- Ivy Skoff – coordenação de produção
- Andrew Snyder – coro
- Sally Stevens – coro
- Richard Stites – vocais, produção
- Bruce Swedien – engenharia, mixagem
- Thomas Tally – viola
- Brett Tattersol – coro
- Jeff Taylor – mixagem
- Ron Taylor – vocais
- Michael Hart Thompson – guitarra
- Michael Thompson – guitarra
- Christine Tramontano – assistência de engenharia
- Chris Tucker – introdução
- Mario Vasquez – vocais
- Tommy Vicari – engenharia, mixagem
- Nathan Walton – coro
- Albert Watson – fotografia
- Rick Williams – guitarra
- Yvonne Williams – vocais
- Zandra Williams – vocais
- John Wittenberg – violino

## Desempenho comercial
Invincible foi o primeiro álbum de estúdio de Jackson desde o HIStory seis anos antes. Ele estreou no número um na Billboard 200 — principal parada dos Estados Unidos —, com vendas na primeira semana de trezentos e sessenta e três mil unidades. Foi o quinto número um de Jackson na Billboard 200, e seu quarto álbum solo a figurar no primeiro lugar em sua semana de estreia; no entanto, vendeu menos do que o HIStory que em sua primeira semana comercializou trezentos e noventa e um mil unidades. Invincible também alcançou o número um na parada de álbuns de R&B/Hip-Hop da Billboard por quatro semanas. Com apenas oito semanas de lançado, em dezembro de 2001, o trabalho foi condecorado com uma certificação de ouro pela Recording Industry Association of America (RIAA) pelas vendas de quinhentas mil unidades. No mesmo mês, o álbum recebeu um certificado de platina que representava que as vendas já tinham chegado a um milhão de unidades em solo americano. Em 25 de janeiro de 2002, foi certificado com mais uma platina por ter sido comercializado mais de dois milhões de vezes. Em dezembro de 2004, o trabalho voltou a entrar nas paradas da Billboard, chegando a posição de número cento e cinquenta e quatro. Posicionou-se na posição quarenta e oito na parada de álbuns de R&B/Hip-Hop na mesma semana. Logo após o lançamento do projeto, em uma pesquisa realizada pela revista Billboard, "uma esmagadora maioria" das pessoas — 79% dos mais de cinco mil eleitores — não ficaram surpresos com a liderança de Invincible nessa parada. A revista também informou que 44% não se surpreenderam com o feito, por ainda considerarem Jackson "o rei da música pop". Outros 35% disseram que não se surpreenderam com a reentrada da obra na parada, mas duvidavam que Invincible conseguisse se manter pois mais de uma semana no pódio. Apenas 12% das pessoas que responderam à pesquisa disseram que ficaram surpresas com a liderança do álbum por causa da carreira de Jackson nos últimos seis anos e outros 9% ficaram surpresos com o sucesso da obra, à luz da negatividade que precedeu o seu lançamento.
Invincible alcançou o número um em doze países em todo o mundo, incluindo Alemanha, Austrália, Bélgica, Dinamarca, Noruega, Países Baixos, Reino Unido, Suécia e Suíça. Ele também figurou entre os dez primeiros em várias nações, incluindo Áustria, Canadá, Finlândia, Itália, Nova Zelândia, Noruega e Portugal. Invincible foi o décimo primeiro álbum mais comercializado de 2001, vendendo mais de cinco milhões de exemplares em todo o mundo somente naquele ano.
Após a morte de Jackson em junho de 2009, as obras do artista experimentaram um aumento de popularidade. Invincible alcançou o número doze na parada de álbuns digitais da Billboard em 11 de julho de 2009. Não tendo chegado à parada antes de sua posição de pico, sendo listado como o nono maior salto naquela semana. Na semana de 19 de julho, Invincible alcançou o número dezoito na Itália. A obra conseguiu chegar ao número sessenta e quatro na parada europeia de álbuns no dia 25 do mesmo mês. O trabalho também alcançou o número vinte e nove no México e oitenta e quatro na parada suíça no dia 19. Em dezembro daquele ano, os leitores da Billboard o elegeram como o melhor álbum da década.
A obra foi certificada com platina pela British Phonographic Industry, pelas vendas de mais de trezentas mil unidades em solo britânico. O álbum foi certificado como platina pela International Federation of the Phonographic Industry (IFPI) por ter vendido quarenta mil exemplares na Suíça. O IFPI também o condecorou com uma certificação pelas vendas de quinze mil unidades na Áustria. A Australian Recording Industry Association (ARIA) certificou o projeto com duas platinas por comercializar cento e quarenta mil unidades em território australiano. Outras certificações incluem uma de ouro entregue pela Cámara Argentina de Productores de Fonogramas y Videogramas (CAPIF), devido as mais de vinte mil cópias vendidas da obra na Argentina. Ao todo, o projeto já foi comercializado mais de treze milhões de vezes em todo o mundo.
| Tabela musical (2001–09)                | Melhor posição |
| --------------------------------------- | -------------- |
| Alemanha (GfK Entertainment Charts)     | 1              |
| Austrália (ARIA Charts)                 | 1              |
| Áustria (Ö3 Austria Top 40)             | 2              |
| Bélgica (Ultratop 50 de Flandres)       | 2              |
| Bélgica (Ultratop 40 de Valônia)        | 1              |
| Canadá (Canadian Albums Chart)          | 2              |
| Dinamarca (Hitlisten)                   | 1              |
| Espanha (PROMUSICAE)                    | 44             |
| Estados Unidos (Billboard 200)          | 1              |
| Estados Unidos (Digital Albums)         | 1              |
| Estados Unidos (Top R&B/Hip-Hop Albums) | 1              |
| Europa (Top 100 Albums)                 | 64             |
| Finlândia (IFPI Finlândia)              | 7              |
| França (SNEP)                           | 1              |
| Itália (FIMI)                           | 2              |
| Japão (Oricon)                          | 5              |
| México (AMPROFON)                       | 29             |
| Noruega (VG-lista)                      | 1              |
| Nova Zelândia (Recorded Music NZ)       | 4              |
| Portugal (AFP)                          | 8              |
| Reino Unido (UK Albums Chart)           | 1              |
| Suécia (Sverigetopplistan)              | 1              |
| Suíça (Schweizer Hitparade)             | 1              |

| Tabela musical (2002)          | Posição |
| ------------------------------ | ------- |
| Estados Unidos (Billboard 200) | 43      |

| Região                                                                                             | Certificação | Vendas     |
| -------------------------------------------------------------------------------------------------- | ------------ | ---------- |
| Argentina (CAPIF)                                                                                  | Platina      | 40,000^    |
| Alemanha (BVMI)                                                                                    | Platina      | 300,000^   |
| Austrália (ARIA)                                                                                   | 2× Platina   | 140,000^   |
| Áustria (IFPI Áustria)                                                                             | Ouro         | 20,000*    |
| Bélgica (BEA)                                                                                      | Platina      | 50,000*    |
| Dinamarca (IFPI Dinamarca)                                                                         | Ouro         | 25,000^    |
| Espanha (PROMUSICAE)                                                                               | Platina      | 100,000^   |
| Estados Unidos (RIAA)                                                                              | 2× Platina   | 2,000,000^ |
| Finlândia (Musiikkituottajat)                                                                      | Ouro         | 10,000^    |
| França (SNEP)                                                                                      | Platina      | 683,000*   |
| Nova Zelândia (RIANZ)                                                                              | Ouro         | 7,500^     |
| Polônia (ZPAV)                                                                                     | Ouro         | 50,000*    |
| Reino Unido (BPI)                                                                                  | Platina      | 300,000^   |
| Suécia (GLF)                                                                                       | Ouro         | 40,000^    |
| Suíça (IFPI Suíça)                                                                                 | Platina      | 40,000^    |
| Resumos                                                                                            |              |            |
| Europa (IFPI)                                                                                      | 2× Platina   | 2,000,000* |
| ^distribuições baseadas apenas na certificação *números de vendas baseados somente na certificação |              |            |